# 擬金午時花
擬金午時花（学名：Sida rhomboidea）为錦葵科黄花稔属下的一个种。